# Кобу гатаи
Кобу гатаи (Јап. 公武合体, Kōbu gattai - Савез царског двора и шогуната) била је политички правац Јапана током Бакумацу периода са идејом да се обе владајуће стране (шогунат и царски двор) уједине. 
Ова идеја усвојена је након убиства високог званичника Ии Наосукеа 1860. године. Имајући у виду нагли пораст негативног мишљења становништва према странцима (праћен политиком Соно џои покрета), влада шогуната је покушала да ублажи свој утицај усвајајући компромисну идеју Кобу гатаи будући да је култ цара као владара све више растао. Ова идеја предложена је од стране округа Сацума и Мито али упркос венчању шогуна Токугаве Ијемочија и царске принцезе Нинко (млађа сестра цара Комеија) током следећих година ће ипак доћи до сукоба између две династије што доводи до Бошин рата. Рат је завршен победом царске војске и потпуним повлачењем шогуна из политике.